# Kobresia tunicata
Kobresia tunicata är en halvgräsart som beskrevs av Hand.-mazz. Kobresia tunicata ingår i släktet sävstarrar, och familjen halvgräs. Inga underarter finns listade i Catalogue of Life.